# Haemaphysalis concinna
Haemaphysalis concinna är en fästingart som beskrevs av Koch 1844. Haemaphysalis concinna ingår i släktet Haemaphysalis och familjen hårda fästingar.
Artens utbredningsområde är Frankrike. Inga underarter finns listade i Catalogue of Life.